# Alcahuete

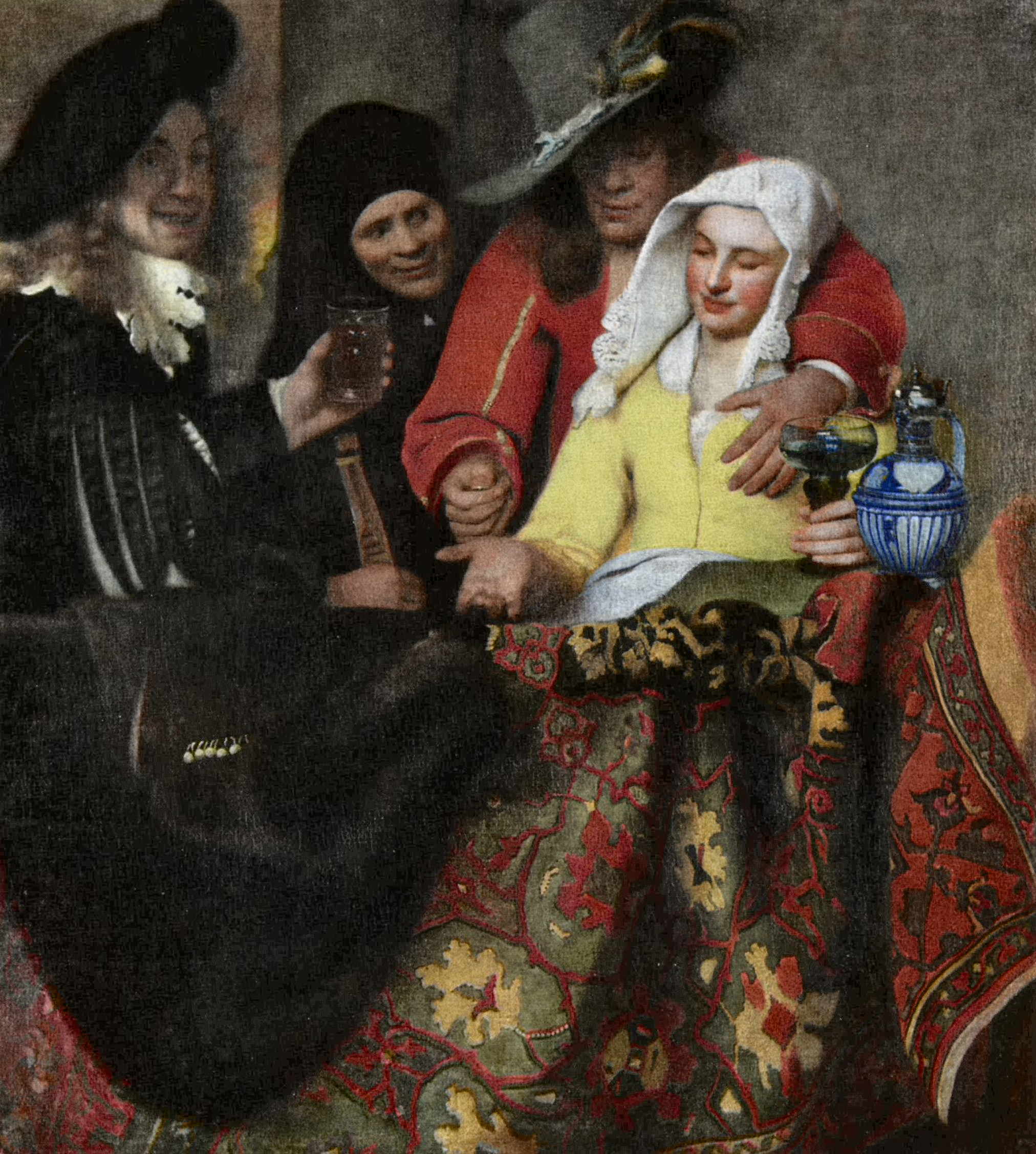
La alcahueta de Johannes Vermeer.

Se llama alcahuete o alcahueta a quien facilita los encuentros amorosos y a quien trabaja para otra persona con el fin de conseguir esas relaciones. Por tanto, la acción de alcahuetear es la de hacer de mediador o encubridor de relaciones sexuales ilícitas. Es un término dado en la Edad Media y que normalmente en aquella época, se refería a una persona mayor de edad la cual interfería en asuntos particulares de otros con la intención de sacar provecho económico. También se llama alcahuete, al telón más pequeño que se emplea en el escenario de un teatro, para representar un entreacto corto. Un alcahuete era cada una de las dos o tres personas que en la Cataluña Vieja estaban encargadas de ir a buscar la novia a su casa y acompañarla hasta la iglesia donde se iba a celebrar el casamiento.

## Procedencia
La palabra procede del árabe «Al-qawwád (mensajero)», este mensajero era el encargado de regalar un caballo al marido de la mujer que otro personaje quería conquistar, así se ganaba la simpatía del marido y le era más fácil acercarse a su amada. El escritor árabe cordobés Ibn Hazm en su obra Tawq al-hamāma o El collar de la paloma (1023) trata el tema del amor, donde aparece el personaje del «mensajero». En el siglo XIII ya era una palabra usada, e incluso se puede encontrar en los escritos alfonsíes, fue entonces cuando poco a poco pasó a una acepción cada vez más negativa: «alcahudete que enganna las mugeres sonsacandolas fazen les fazer maldad de sus cuerpos».

## Literatura

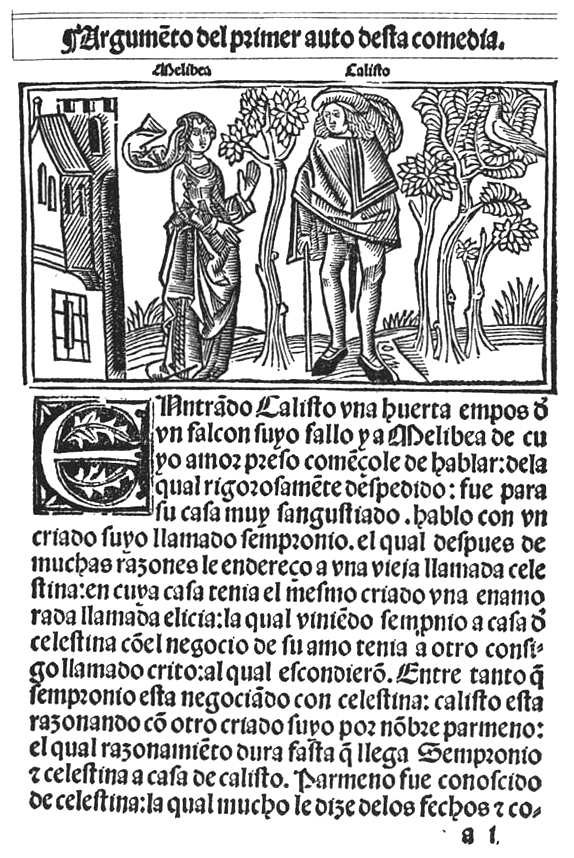
Primera edición de la La Celestina, incunable impreso por Fadrique Alemán de Basilea en Burgos en 1499, fol. 1r.

En obras literarias españolas, desde la Edad Media, se refleja en muchas de ellas la situación social que se vivía, y el personaje de alcahueta es uno de los que se solía transcribir con bastante frecuencia. Uno de los primeros autores españoles en incluirla en su obra Libro del buen amor (1330-1343), fue el arcipreste de Hita, que al relatar los amores tenidos en su propia autobiografía ficticia, narra la ayuda recibida por la alcahueta o «trotaconventos» y recomienda la búsqueda de una «buena medianera» para estas intervenciones.
Un sinónimo generalizado de alcahueta es «celestina», nombre de la obra La Celestina atribuida a Fernando de Rojas del año 1499 (su primera edición). En ella, la alcahueta Celestina, es uno de los principales personajes que interviene en la trama de los amores de Calisto y Melibea, donde se demuestra entre otros «dimes y diretes» la extrema avaricia que se suele atribuir a todas estas personas dedicadas a estos menesteres.
Miguel de Cervantes en El Quijote (1605), se refiere al oficio de alcahuete de un condenado a galeras «por haber sido corredor de oreja, y aun de todo el cuerpo, en efecto quiero decir que este caballero va por alcahuete», disertando de esta manera:

... por solamente alcahuete limpio, no merecía él ir a bogar en las galeras, sino amandallas y a ser general dellas, porque no es así comoquiera el oficio de alcahuete, que es oficio de discretos y necesarísimo en la república bien ordenada, y que no le debía ejercer sino gente muy bien nacida; y aun había de haber veedor y examinador de los tales, como le hay de los demás oficios, con número deputado y conocido, como corredores de lonja; y desta manera se escusarían muchos males que se causan por andar este oficio y ejercicio entre gente idiota y de poco entendimiento, como son mujercillas de poco más a menos, pajecillos y truhanes de pocos años y de poca experiencia, que, a la más necesaria ocasión y cuando es menester dar una traza que importe, se les yelan las migas entre la boca y la mano y no saben cuál es su mano derecha...

En 1795, José Berni y Catalán escribió sobre los «alcahuetes», explicando entre otras curiosidades que de ellos había cinco clases o maneras:

La primera es, de los vellacos malos que guardan las putas, que citan publicamente en la puteria, tomando su parte de lo que ellas ganan. La segunda de los que andan por trujamanes alcohotando las mujeres que estan en sus casas para los varones por algo que dellos reciben. La tercera es, cuando los omes tienen en sus casas captivas, ò otras mozas a sabiendas para hacer maldad de sus cuerpos, tomando dellas lo que asi ganaren. La quarta es, cuando el ome es tan vil, que es alcahuete a su mujer. La quinta es, quando alguno consiente que alguna muger casada, o otra de buen lugar haga fornicio en su casa por algo que le den, manguer non ande por trujaman entre ellos. E hace muy gran yerro destas cosas atales. Ca por la maldad dellos muchas mujeres que son buenas se tornan malas.
José Berny y Catalán, Apuntamientos sobre las leyes de Partida al tenor de las leyes recopiladas, autos acordados, autores españoles y practica moderna. "De los Alcahuetes", 1795 Valencia: Herederos de Geronimo Conejos p. 91 

Un caso muy sonado habría ocurrido en el Perú colonial, precisamente en Trujillo, el caso de la señora Catalina Rodríguez acusada y procesada por alcahueta y hechicera.